# دائرة ششار
دائرة ششار هي إحدى دوائر ولاية خنشلة الجزائرية.

## تاريخ
تعد من أقدم دوائر خنشلة (التقسيم الإداري سنة 1974) من أهم بلدياتها: ششار، خيران، الولجة، جلال.

## السياحة
تزخر دائرة ششار بمناطق سياحية وأثرية منها:
- تابردقة واثارها التاريخيــة.
- جبال تيزقرارين (العامرة).
- مغارة الرومان (تاجموت).
- الملاجئ الكهوفية ”ثاغيت – زاوية آيث بربار”
- القلاع المحصِّنة ”ثيزڨرارين” و”كونترو”
- قمة «هيزي فامن» علو 2320 م (جبال عالي الناس).
- الينابيع الباردة المعدنية مفيدة لامراض الكلى (شبلة- الوندورة).
- الواحات (شبلة-الولجة-سيار-تبويحمت...).
- منطقة البراكين الخامدة تاجمينت أو تيغموتين